# Voitsberg
Voitsberg osztrák város, Stájerország Voitsbergi járásának központja. 2017 januárjában 9405 lakosa volt. 

## Elhelyezkedése

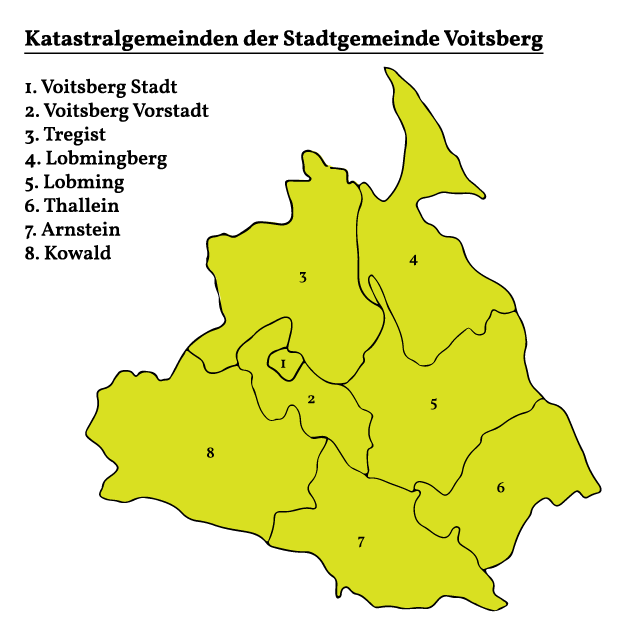
Voitsberg katasztrális községei

Voitsberg a tartomány középső részén fekszik Graztól 17 km-re nyugatra, a Kainach (a Mura mellékfolyója) mentén. Egyéb jelentős folyóvizei a Gradnerbach, a Tregistbach és a déli határt alkotó Teigitsch. A városközpont 394 méterrel fekszik a tengerszint fölött. Legmagasabb pontja a 606 méteres Kobererkogel. 28,62 km²-es területéből 20 km² erdő és szántóföld. A városi önkormányzat 8 katasztrális községre oszlik, amelyek a 20. századig nagyrészt önálló települések voltak: Voitsberg Stadt, Voitsberg Vorstadt, Tregist, Lobmingberg, Lobming, Thallein, Arnstein, Kowald.
A környező települések: északra Bärnbach, keletre Stallhofen, délre Krottendorf-Gaisfeld, délnyugatra Sankt Martin am Wöllmißberg, nyugatra Rosental an der Kainach.
| Hónap                         | Jan. | Feb. | Már. | Ápr. | Máj. | Jún. | Júl. | Aug. | Szep. | Okt. | Nov. | Dec. | Év   |
| ----------------------------- | ---- | ---- | ---- | ---- | ---- | ---- | ---- | ---- | ----- | ---- | ---- | ---- | ---- |
| Átlagos max. hőmérséklet (°C) | 0,4  | 3,3  | 8,7  | 14,0 | 19,3 | 22,7 | 24,7 | 23,8 | 19,5  | 13,2 | 6,2  | 1,3  | 13,1 |
| Átlagos min. hőmérséklet (°C) | −7,2 | −5,7 | −1,7 | 2,7  | 7,6  | 11,0 | 12,2 | 11,6 | 7,8   | 3,3  | −0,7 | −4,8 | 3,1  |
| Átl. csapadékmennyiség (mm)   | 36   | 41   | 52   | 61   | 92   | 122  | 127  | 112  | 85    | 70   | 69   | 45   | 912  |
| Forrás: Klima:Voitsberg       |      |      |      |      |      |      |      |      |       |      |      |      |      |

## Története

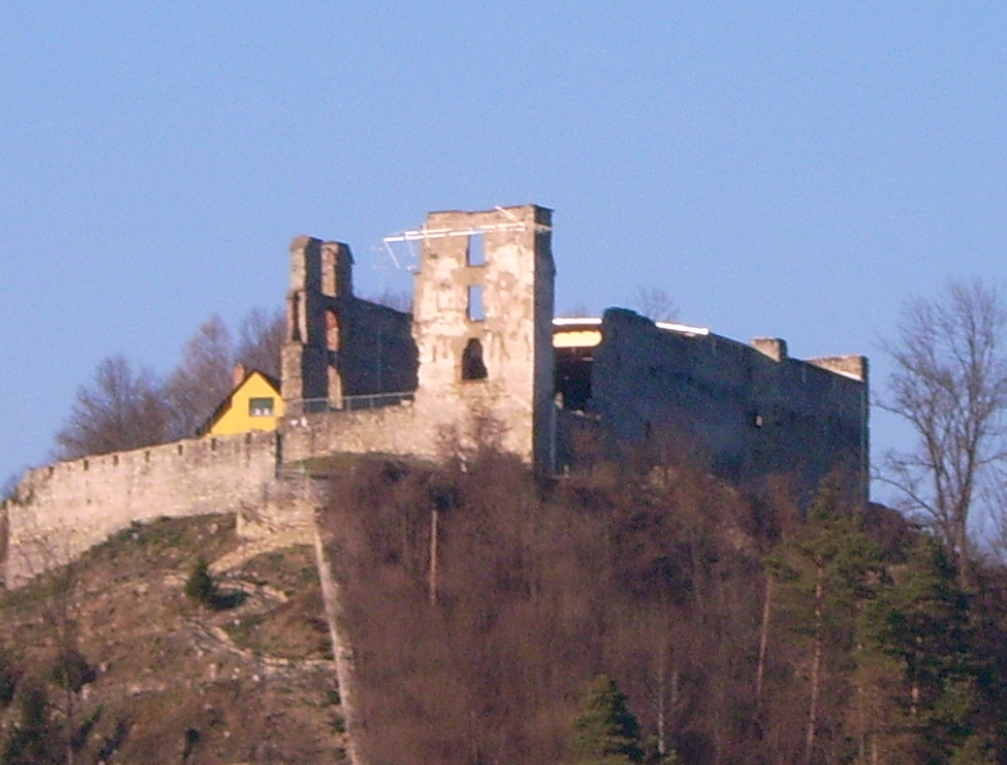
Obervoitsberg várának romjai

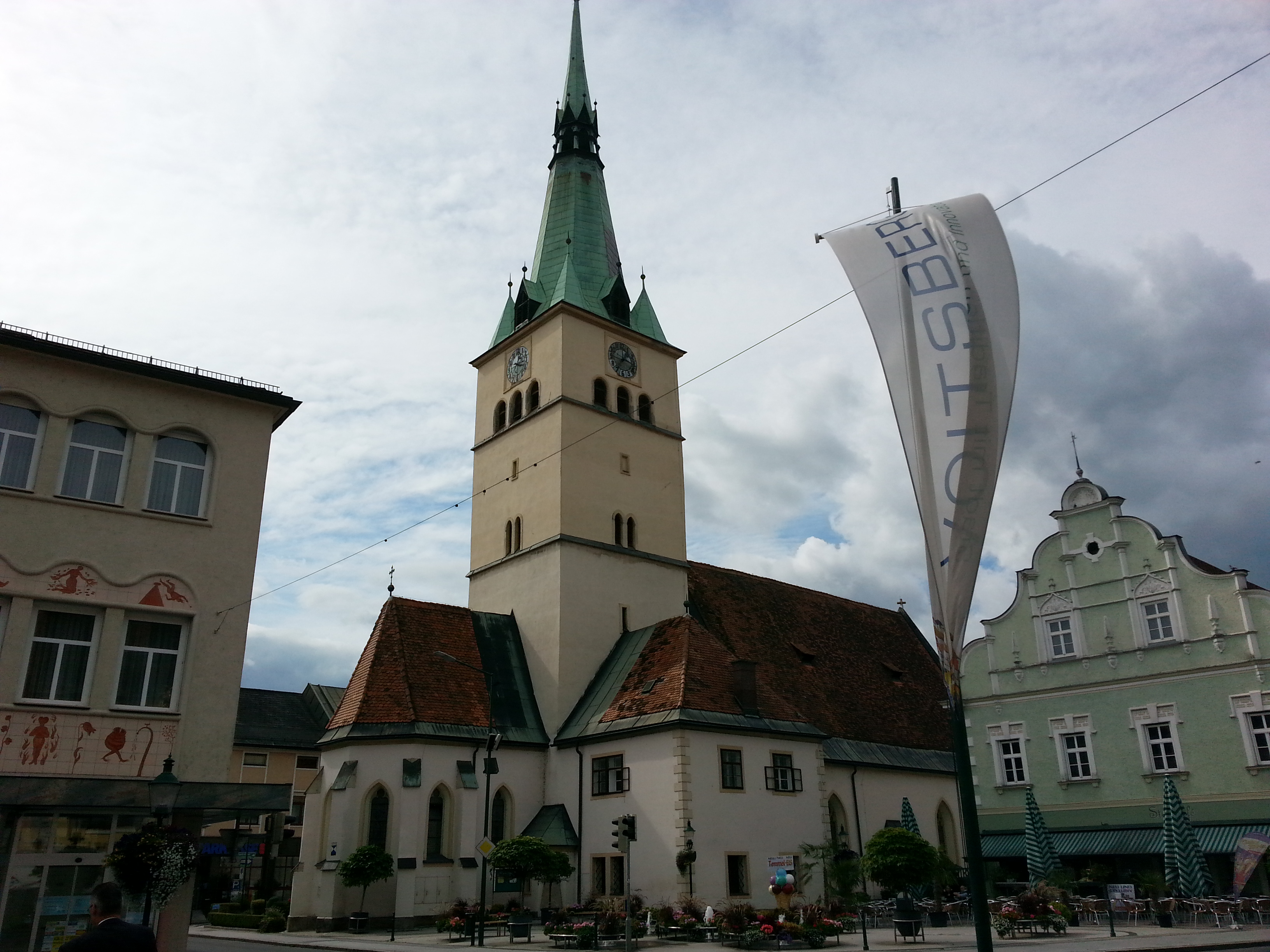
A Szt. Mihály-templom

Az ember jelenlétének legrégebbi jeleit a Zigöllerkogel hegy barlangjaiban találták; az itteni tábormaradványok 20-25 ezer évesek. A barlangokban és a környéken több helyütt újkőkori kőeszközökre is bukkantak. A szomszédos települések területén (Wartenstein hegye Krottendorf-Gaisfeldben vagy Heiligen Berg Bärnbachban) i.e. 4500-2300 közötti településeket tártak fel, amelyek lakói már állatokat tenyésztettek és növényeket termesztettek. A Hallstatt-korszak kezdetén ezek a falvak ismeretlen okból elnéptelenedtek, majd a kelta La Tène-kultúra képviselői telepedtek le újra Voitsberg területén.
Az ókorban Noricum királyságának keltái lakták a régiót, amelyet i.e. 15-ben meghódítottak a rómaiak. A legközelebbi nagyobb római település az innen délnyugatra fekvő Flavia Solva (ma Liebnitz) volt. Voitsberg területén vidéki lakosság élt, róluk a hátrahagyott síremlékek tanúskodnak. Feltehetően egy lóváltó- és pihenőállomásból fejlődött tovább az a Zedernica, amelyet Voitsberg elődjének tartanak. A népvándorlás során a romanizált lakosság jelentős része Itáliába menekült. A 7. század elejétől szláv törzsek települtek meg a térségben, egyes mai helynevek (Lankowitz, Graden, Ligist, Lobming) is szláv eredetűek.
800 körül, miután a Frank Birodalom meghódította a szlávokat, bajor telepesek érkeztek Stájerországba. Voitsberg erdős-hegyes környéke miatt nagyobbrészt megmenekült a 900-950 közötti magyar portyázásoktól. Miután I. Ottó császár 955-ben legyőzte a magyarokat, védvonalat épített ki ellenük és többek között létrehozta a Muravidéki őrgrófságot, amelyhez Voitsberg is tartozott. 1000-ben III. Ottó az Eppenstein-családnak adományozta a területet. A 11. században a mai város helyén egy Zedernica nevű majorság mellett épült egy Szt. Margitnak szentelt templom (1890-ben lebontották). 1103-ban az Eppensteinek birtokaik felét (köztük a leendő Voitsberget) az általuk alapított Sankt Lambrecht-i apátságnak adományozták. IV. Ottokár stájer herceg 1164-ben megbízta Konrad von Kinnberget, hogy építse fel Obervoitsberg várát, amely a Graz és Judenburg közötti útvonalat ellenőrizte. A vár első parancsnokává az apátságot szolgáló Gottfried von Dürnsteint nevezték ki. A vár alatti települést 1220-ban már mint mezővárost (civitas) említik. A 13. század közepén már városfallal és négy kapuval rendelkezett és joga volt bizonyos bűnökben halálbüntetést alkalmazni. Egy 1307-es oklevél előírta, hogy ugyanolyan jogokkal rendelkezzen, mint Graz. 

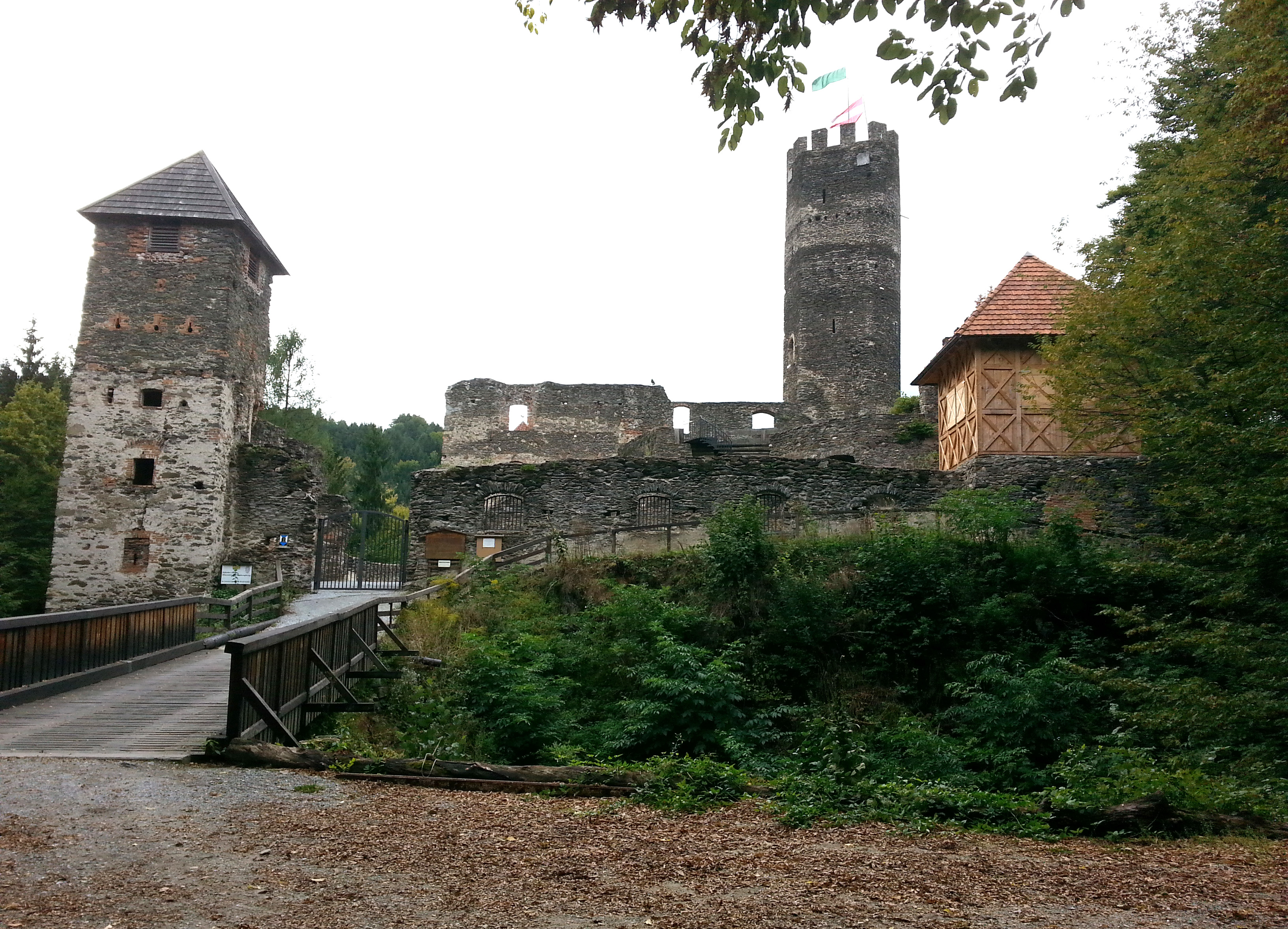
Krems várának romjai

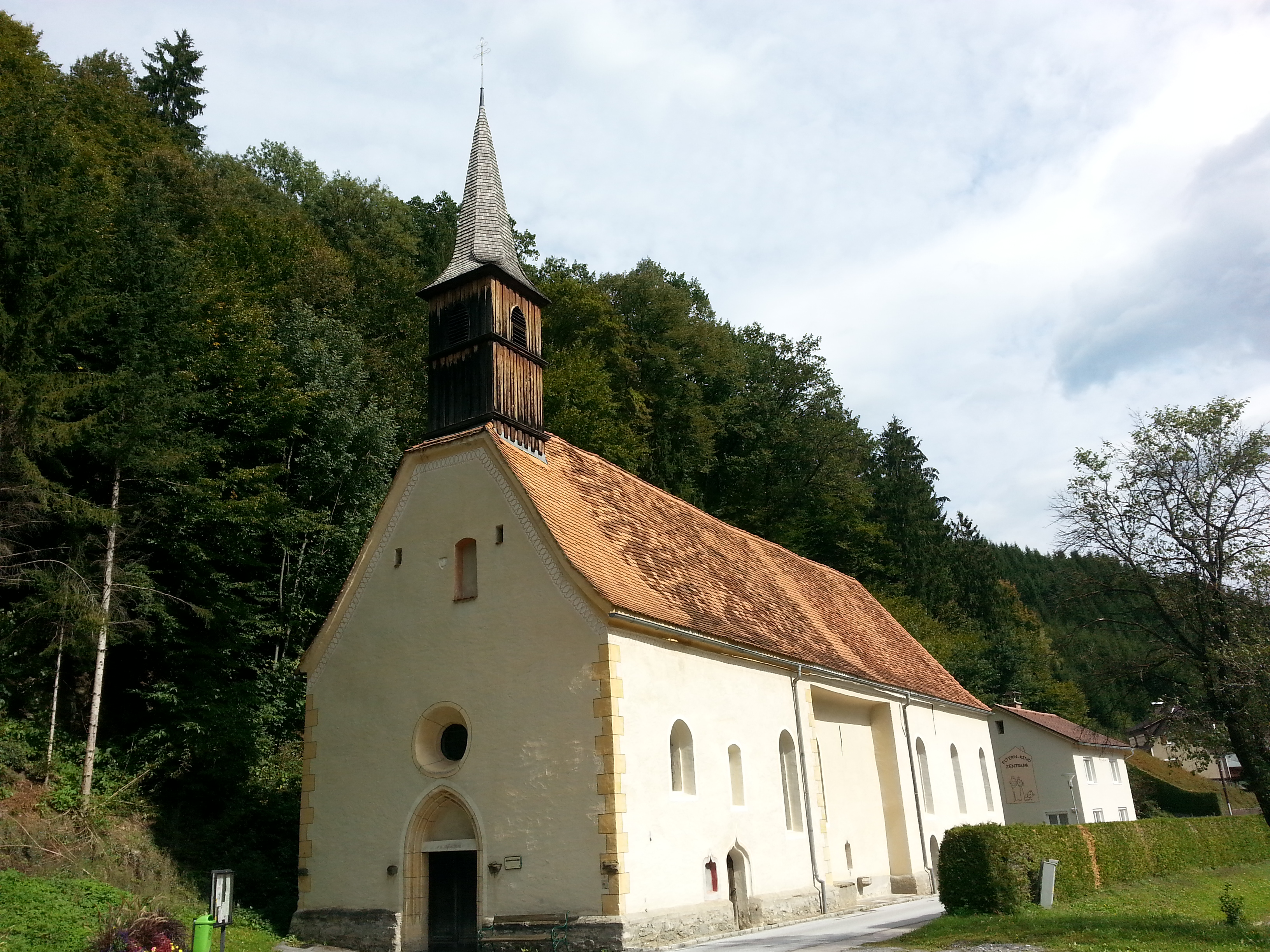
A Szent vér-templom

1348-ban Obenaus polgármester lezáratta a kapukat, hogy a Fekete halál ne juthasson a városba. A pestisen kívül 1385-ben nagy árvíz, valamint több alkalommal (pl. 1338, 1363, 1401, 1435) tűzvész pusztított a településen. 1445-ben a városnak tíz nehézlovast, négy gyalogost és egy szekeret kellett küldenie a magyarok elleni háborúba. Graz ugyanekkor 12 lovast, 8 gyalogost és 2 szekeret küldött, vagyis Voitsberg gazdaságilag nem sokkal volt elmaradva mögötte. Gazdagsága a vas és a só, de leginkább a bor kereskedelmén alapult; utóbbit Felső-Stájerországba és Karintiába szállították.
1471-ben III. Frigyes császár az alsó-voitsbergi vár (mai Greißenegg-kastély) tulajdonosát, Andreas von Greißenegg főkamarást árulás gyanúja miatt lefejeztette. 1480-ban törökök pusztították végig Dél-Ausztriát. A fallal védett Voitsberget nem tudták bevenni, de a környékét végigdúlták. Röviddel később Mátyás magyar király szállta meg Stájerországot, majd sáskajárás és pestis pusztított.
A reformáció során a város áttért a protestáns vallásra. 1600-ban megkezdődött az ellenreformáció, Martin Brenner püspök kikergette valamennyi protestáns lelkészt és 200 eretnek könyvet elégettetett. A város elvesztette korábbi jelentőségét, 1612-ben 88 házából 10 lakatlan, 18 romos volt. Csak négy kereskedője volt és az 50 kézműves nehezen kereste meg napi kenyerét. 1680-ban Voitsberg lakóinak fele odaveszett a pestisben, majd a járvány 1713-ban és 1715-ben is visszatért. 1747-ben még mindig csak 100 polgárt írtak össze; de 96 házat. 1756-ban megkezdte működését egy papírmalom, hat évvel később pedig szenet kezdtek bányászni a közeli hegyekben. 1783-ban Voitsberg már 830 lelket számlált. A gazdasági fellendülésnek egy időre a francia megszállás vetett véget a napóleoni háborúk során. 19. században aztán modern üveggyár, vasmű, cellulózgyár, papírgyár épült és bevezették a vasutat is.
1858-ban Voitsbergben 131 házat és 1400 lakost számláltak, ami 1900-ra 3224 főre nőtt. 1891-ben járási központtá emelték. A 20. században a környező öt községet a városhoz csatolták. Először Tregistet 1951-ben, majd 1968-ban Arnsteint, Kowaldot, Lobminget és Lobmingberget (Thalleint már korábban, 1946-ban egyesítették Lobminggel).

## Lakosság
A voitsbergi önkormányzat területén 2017 januárjában 9405 fő élt. A lakosságszám 1971-ben érte el a csúcspontot 11094 lakossal, azóta számuk folyamatosan fogyatkozik. 2015-ben a helybeliek 94,1%-a volt osztrák állampolgár; a külföldiek közül 1,1% a régi (2004 előtti), 2,1% az új EU-tagállamokból érkezett. 1,0% a volt Jugoszlávia (Szlovénia és Horvátország nélkül) vagy Törökország, 1,8% egyéb országok polgára. 2001-ben 79,8% római katolikusnak, 2,7% evangélikusnak, 0,9% muszlimnak, 14,1% pedig felekezet nélkülinek vallotta magát. Ugyanekkor 18 magyar (0,2%) élt Voitsbergben. 

## Látnivalók
- Krems várának romjai Thalleinben

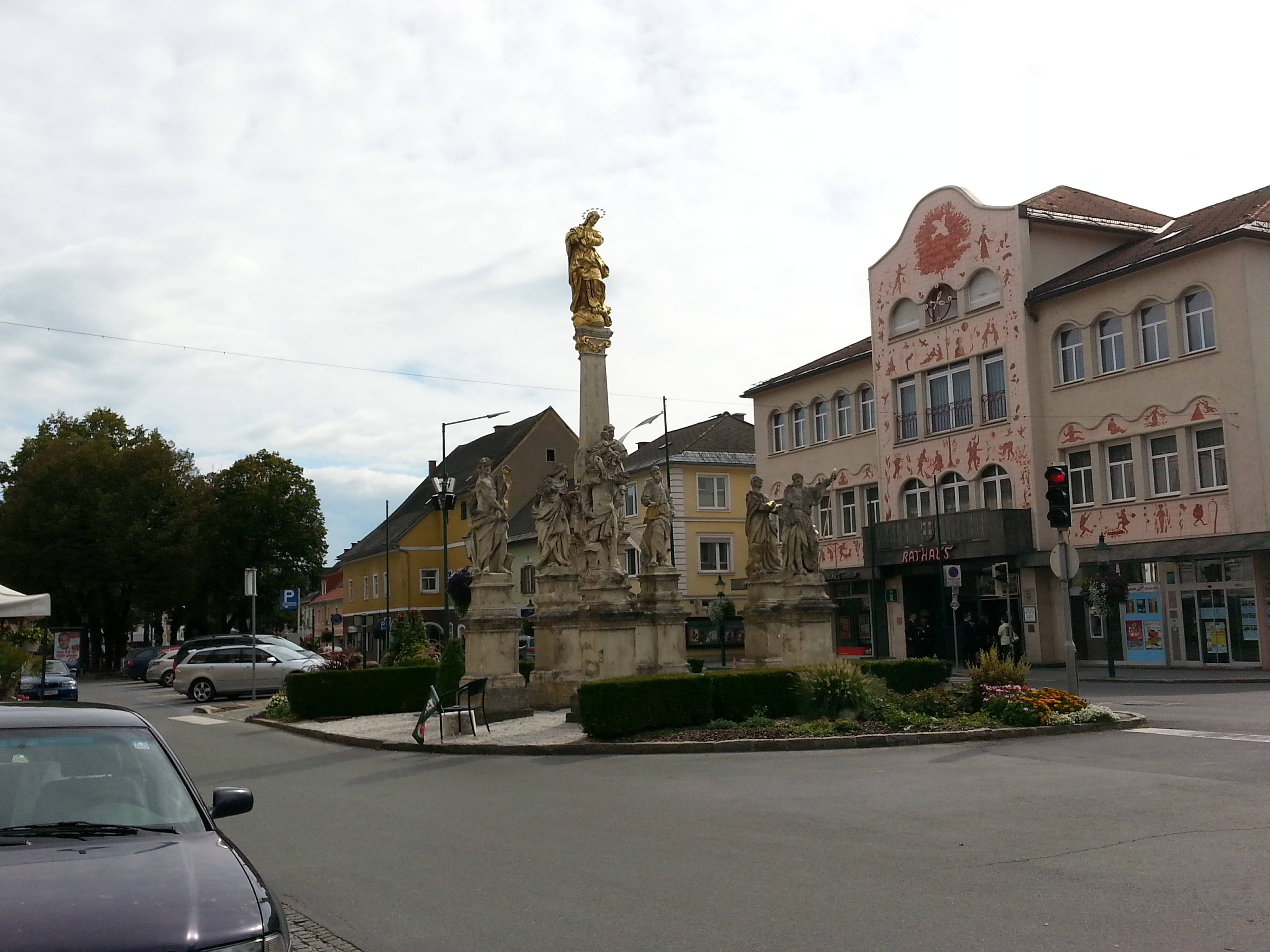
Voitsberg főtere a pestisemlékművel és a városházával

- Obervoitsberg várának romjai Tregistben; itt kerül sor évente a voitsbergi várjátékokra
- a Greißenegg-kastély
- a városfal maradványai
- az 1753-ban emelt pestisemlékmű a város főterén
- a Szt. József-plébániatemplom
- a voitsbergi Szt. Mihály-templom
- a tregisti kápolna
- a volt karmelita kolostor, ma paplak
- Lobming Szent vér-temploma
- a Friedrich Schiller-emlékmű

## Híres voitsbergiek
- René Aufhauser (1976-) labdarúgó
- Bernhard Eisel (1981-) kerékpározó
- Herbert Ninaus (1937–2015) labdarúgó

## Testvértelepülések
- Kadarkút (Magyarország)
- Veliko Trojstvo, Horvátország
- San Martino Buon Albergo (Olaszország)
- Leśnica (Lengyelország)

## Fordítás
- Ez a szócikk részben vagy egészben  a   Voitsberg című német Wikipédia-szócikk ezen változatának fordításán alapul.  Az eredeti cikk szerkesztőit annak laptörténete sorolja fel. Ez a jelzés csupán a megfogalmazás eredetét és a szerzői jogokat jelzi, nem szolgál a cikkben szereplő információk forrásmegjelöléseként.